# Riccia squamata
Riccia squamata là một loài rêu trong họ Ricciaceae. Loài này được Nees mô tả khoa học đầu tiên năm 1833.
Danh pháp khoa học của loài này chưa được làm sáng tỏ. 